# La Puebla de Valdavia
La Puebla de Valdavia é um município da Espanha na província de Palência, comunidade autónoma de Castela e Leão, de área 29,50 km² com população de 128 habitantes (2004) e densidade populacional de 5,02 hab/km².

## Demografia
| Variação demográfica do município entre 1991 e 2004 | Variação demográfica do município entre 1991 e 2004 | Variação demográfica do município entre 1991 e 2004 | Variação demográfica do município entre 1991 e 2004 |
| --------------------------------------------------- | --------------------------------------------------- | --------------------------------------------------- | --------------------------------------------------- |
| 1991                                                | 1996                                                | 2001                                                | 2004                                                |
| 209                                                 | 174                                                 | 152                                                 | 148                                                 |